# Emanuele Macaluso
Pour les articles homonymes, voir Macaluso.
Emanuele Macaluso (né à Caltanissetta  le 21 mars 1924 et mort à Rome  le  19 janvier 2021) est un syndicaliste, homme politique et journaliste italien.

## Biographie
Emanuele Macaluso est né à Caltanisetta  en 1924 d'un père ouvrier des chemins de fer et d'une mère ménagère. 
En 1941, il adhère au Parti communiste italien (alors clandestin) et participe au mouvement syndical sicilien. À partir de 1942, il écrit dans L'Unità, consacrant son premier article aux conditions de travail dans les mines de soufre siciliennes. 
De 1947 à 1956, il est secrétaire régional de la Confédération générale italienne du travail, laquelle doit faire face aux attaques de la mafia,.
Il est emprisonné en 1944 pour adultère, ayant une relation avec Lina, une femme mariée. Dans les années 1960, la Démocratie chrétienne lance des poursuites judiciaires contre lui, estimant que les enfants qu’il avait eus Lina avec cette femme n'étaient pas les siens, ce qui le contraint de passer huit mois clandestinement dans une ferme en Émilie-Romagne. Ces épisodes feront de lui un fervent défenseur des libertés civiles et de la laïcité.
Il est élu à l'Assemblée régionale sicilienne une première fois en 1951, et y siège durant trois législatures. 
En 1958, Macaluso est l'un des artisans du  « milazzismo », du nom de Silvio Milazzo, élu président de la région sicilienne, qui conduit à la naissance d'un gouvernement régional soutenu par les communistes, les socialistes, les monarchistes et le mouvement social italien. Le travail de Macaluso est avalisé par Palmiro Togliatti. Au Parti communiste italien, Macaluso est membre du courant mélioriste, qui prône un rapprochement avec le Parti socialiste italien (PSI) et une ligne moins à gauche. 
En 1963, il est élu à la Chambre des députés, occupant le siège jusqu'en 1976, date à laquelle il est élu au Sénat. Il a quitté le Parlement en 1992, écarté par le secrétaire régional sicilien de l'époque, Pietro Folena. À partir de 1963, il est également membre du Secrétariat politique du PCI sous Palmiro Togliatti, Luigi Longo et Enrico Berlinguer.
1982 à 1986, Macaluso est rédacteur en chef de L'Unità.
Il soutient lors du congrès de Rimini en 1991 la dissolution du PCI et défend l'idée d'une fusion avec le Parti socialiste afin d'unifier la gauche. Ce projet n'aboutit pas, le PSI étant au début des années 1990 empêtré dans des affaires judiciaires (opération mains propres). Il adhère au Parti des démocrates de gauche, qui regroupait l’ancienne aile droite du PCI, lors de sa fondation en 1991, mais pas au Parti démocrate (fondé en 2008), regrettant que celui-ci abandonne toute référence au socialisme, et se montre toujours critique vis-à-vis de lui,. 
Désormais indépendant de tout parti, il continue à défendre l'héritage du Parti communiste,, notamment par la publication quotidienne de textes sur sa page Facebook. Le 1er mars 2019, à l'occasion de l'anniversaire du massacre de Portella della Ginestra, il prononce un discours de 20 minutes.  
Emanuele Macaluso est mort à Rome le 19 janvier 2021 à l'âge de 96 ans.

## Publications
- I comunisti e la Sicilia, Rome, Editori Riuniti, 1970.
- La mafia e lo Stato, Rome, Editori Riuniti, 1971.
- Agricoltura, Mercato comune e regioni, avec Gerardo Chiaromonte et Pietro Ingrao, Rome, Editori Riuniti, 1973.
- Una nuova agricoltura. Per un nuovo sviluppo economico e sociale, con altri, Rome, Editori Riuniti, 1976.
- La Sicilia e lo Stato, Milan, Teti, 1979.
- Perché il Mezzogiorno viva, Rome, Editori Riuniti, 1981.
- Terra di tutti, Rome, Ediemme, 1988.
- Togliatti e i suoi eredi, Soveria Mannelli, Rubbettino, 1988.  (ISBN 88-7284-265-4).
- Giulio Andreotti tra Stato e mafia, Soveria Mannelli, Rubbettino, 1995.  (ISBN 88-7284-399-5).
- Da Cosa non nasce Cosa. Conversazione sull'unità della sinistra, avec Paolo Franchi, Milan, Rizzoli, 1997.  (ISBN 88-17-85118-3).
- Mafia senza identità. Cosa Nostra negli anni di Caselli, Venise, Marsilio Editori, 1999.  (ISBN 88-317-7008-X).
- 50 anni nel PCI, Soveria Mannelli, Rubbettino, 2003.  (ISBN 88-498-0703-1).
- Un corsivo al giorno. Gli affondi quotidiani di EM.MA, Rome, Edizioni riformiste, 2004.
- Al capolinea. Controstoria del Partito Democratico, Milan, Feltrinelli, 2007.  (ISBN 88-07-71029-3).
- Parola di leader. Conversazioni sul discorso carismatico, con altri a cura di Alessandro Vittorio Sorani, Florence, Pagliai, 2008.  (ISBN 978-88-564-0043-4).
- Leonardo Sciascia e i comunisti, Milan, Feltrinelli, 2010.  (ISBN 978-88-07-42127-3).
- Politicamente s/corretto, avec Peppino Caldarola, Rome, Dino Audino, 2012.  (ISBN 978-88-7527-226-5).
- Comunisti e riformisti. Togliatti e la via italiana al socialismo, Milan, Feltrinelli, 2013.  (ISBN 978-88-07-17269-4).
- La mafia e lo Stato. L'organizzazione criminale dalla prima alla seconda Repubblica, Cava d'Aliga, Edizioni di storia e studi sociali, 2013.  (ISBN 978-88-908548-5-9).
- I Santuari. Mafia, massoneria e servizi segreti. La Triade che ha condizionato l'Italia, Rome, Castelvecchi, 2014.  (ISBN 978-88-6826-479-6).
- Comunisti a modo nostro. Storia di un partito lungo un secolo, con Claudio Petruccioli, Venise, Marsilio, 2021.  (ISBN 978-88-297-0903-8).

## Distinction
- : Chevalier grand-croix de l'ordre du Mérite de la République italienne. 21 décembre 2015[10].